# SOS (cântec de Rihanna)
SOS este primul disc single extras de pe cel de-al doilea album de studio al cântăreței de origine barbadiană, Rihanna. Fiind, din punct de vedere muzical, o fuziune între stilurile dancehall, electropop și R&B, piesa a câștigat prima poziție în clasamentul Billboard Hot 100.
Scris de către J. R. Rotem, Evan „Kidd" Bogart, Ed Cobb și Christina Milian acesta a fost inițial propus pentru Christina Milan, care a refuzat cântecul fiind mult prea pop pentru o artistă R&B ca ea. Imediat după refuzul acesteia, Rihanna a primit acordul pentru a-l înregistra.
„SOS" conține câteva dintre liniile de bază ale melodiei „Tainted Love", cântată de către formația Soft Cell, în anii 80. În acest cântec există și o referință cu privire la „Tiny Dancer" o piesă interpretată de către Elton John, în versul „...just hold me close boy, cause I'm your tiny dancer...". Au apărut de asemenea și câteva remix-uri oficiale făcute de către Jason Nevins, care au obținut poziții în top 10 pe tot întinsul pământului.
Pentru acest single au fost înregistrate două videoclipuri. Primul este unul promoțional, sponsorizat de către firma NIKE, care o arată pe Rihanna într-o sală de sport, care se transformă într-un club de noapte. Cel de-al doilea (cel oficial) a fost regizat de către Chris Applebaum, filmat în ianuarie 2006. În acesta, cântăreața este îmbrăcată într-o rochie verde (și o alta mov) și îi spune iubitului său că îl va suna pentru a-i cere ajutor. În acesta ea este surprinsă dansând în stil oriental. Videoclipul conține un mini-spectacol cu raze laser, inspirat din videoclipul Madonnei, pentru hitul Hung Up.